# Le Gosse de Tanger
Pour plus de détails, voir Fiche technique et Distribution.
Le Gosse de Tanger est un film marocain réalisé par Moumen Smihi et sorti en 2005.

## Fiche technique
- Titre : Le Gosse de Tanger
- Titre original : El ayel
- Réalisation : Moumen Smihi
- Scénario : Moumen Smihi
- Photographie : Robert Alazraki
- Montage : Ody Roos
- Production : Imago Films International
- Pays :  Maroc
- Durée : 90 minutes
- Date de sortie : Maroc - 13 novembre 2005[1]

## Distribution
- Abdesslam Begdouri
- Nadia Alami
- Said Amel
- Bahija Hachami
- Rim Taoud
- Khouloud
- Issam Fiyache

## Sélection
- Festival international du film de Marrakech 2005[2]